# Corentine Quiniou

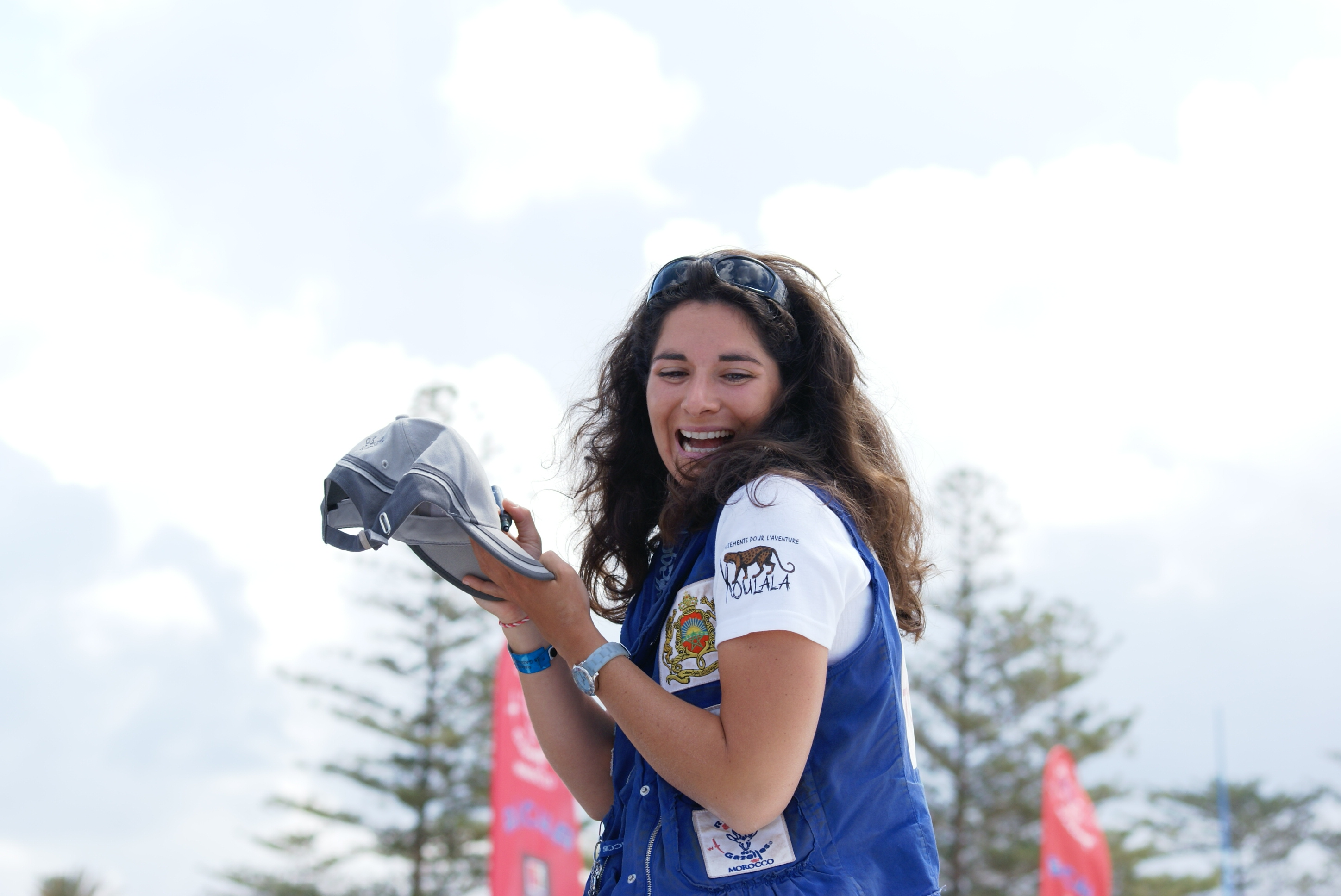
Corentine Quiniou

Corentine Quiniou (* 16. Mai 1982 in Paris) ist eine französische Rennfahrerin. Sie nimmt sowohl an Rundstreckenrennen als auch an Rallyes und Rallye Raids teil.

## Karriere
Im Alter von 14 Jahren begann Quiniou mit dem Kartsport. 2001 startete sie zu Rennen in der Formula Campus. Während ihres Studiums nahm sie an der Formula France und an diversen Rallyes und Langstreckenrennen teil. 2004 schloss sie ihr Studium mit einem Bachelor of Arts im Fach International Business Administration and Communication an der American University in Paris ab.
2004 erzielte Quiniou bei der Rallye des Princesses in einem Alfa Romeo Spider Duetto mit Platz drei ihren ersten Erfolg im Motorsport. Ein Jahr später gewann sie die Rallye in einem Porsche 911. Im gleichen Jahr wurde sie Zweite bei der Rallye Aïcha des Gazelles und sie nahm auf einem Toyota Land Cruiser an der Rallye Optic 2000 in Tunesien teil. Als Kopilotin von Florence Bourgnon bestritt sie 2006 in demselben Fahrzeug die Rallye Dakar, welche sie auf Platz 49 beendete. Im gleichen Jahr siegte sie zum ersten Mal bei der Rallye Aicha des Gazelles. 2007 wiederholte sie ihren Vorjahressieg. Weiterhin nahm sie auch an der Transafricaine Classic teil, wo sie den achten Platz in der Gesamtwertung erreichte.
Ab 2007 wandte Quiniou sich auch wieder den Rundstreckenrennen zu. Sie nahm in einem Chevron B16 am Classic Endurance Racing teil und wurde Fünfte in der Wertung. Ein Jahr später gewann sie das Classic Endurance Racing. Zudem nahm sie 2008 am Peugeot 207 THP Spider Cup teil. 2009 gewann sie die Kategorie 4WD der Rallye Aïcha des Gazelles. Erstmals bestritt sie das 24-Stunden-Rennen auf dem Nürburgring, welches sie in einem Ford Focus ST auf Platz 100 in der Gesamtwertung beendete. Des Weiteren steuerte sie einen Jaguar XK 150 bei der Gstaad Classic Rally.
2010 fuhr Quiniou einen Aston Martin V8 Vantage GT4 beim 24-Stunden-Rennen von Dubai. Am Ende des Rennens lag sie auf dem 49. Platz in der Gesamtwertung. Zudem erreichte sie mit einem Jaguar E-Type Platz 25 bei der Tour Auto.
Im gleichen Jahr wurde Quiniou bei der Rallye Aïcha des Gazelles auf der letzten Etappe aufgrund einer nachgewiesenen Manipulation am Tachometer sowie am Satellitenortungssystem ihres Toyota Land Cruiser disqualifiziert. Es wird nun vermutet, sie sei zu ihren Erfolgen in den vergangenen Jahren bei dieser Veranstaltung auf die gleiche Weise gelangt.

## Erfolge
- 2004
  - Platz drei bei der Rallye des Princesses
- 2005
  - Sieg bei der Rallye des Princesses
  - Platz zwei bei der Rallye Aïcha des Gazelles
  - Platz drei bei der Rallye Optic 2000 in der Kategorie T2 Diesel
- 2006
  - Platz 49 bei der Rallye Lissabon-Dakar
  - Sieg bei der Rallye Aïcha des Gazelles
- 2007
  - Sieg bei der Rallye Aicha des Gazelles
  - Platz acht bei der Transafricaine Classic, ein Etappensieg
  - Platz fünf beim Classic Endurance Racing
- 2008
  - Sieg beim Classic Endurance Racing
- 2009
  - Sieg bei der Rallye Aïcha des Gazelles in der Kategorie 4WD
  - Platz 100 beim 24-Stunden-Rennen auf dem Nürburgring, Platz drei in der Kategorie SP4T
- 2010
  - Platz 49 beim 24-Stunden-Rennen von Dubai, Platz acht in der Kategorie SP3
  - Platz 25 bei der Tour Auto